# عامل تحديد الخصية

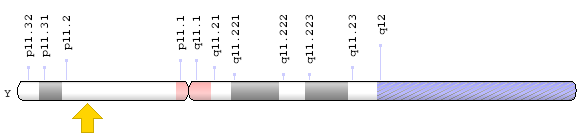
في الإنسان، يقع جين SRY على ذراع قصيرة (P) للكروموسوم Y في الموضع 11.2

عامل تحديد الخصية أو العامل المحدد للخصية (بالإنجليزية: Testis-determining factor)‏ (وباختصار TDF)، يُعرف أيضًا باسم بروتين المنطقة Y المُحددة للجنس (باختصار SRY)، هو بروتين مرتبط بالحمض النووي (المعروف أيضًا باسم عامل النسخ) المُشفّر بواسطة جين SRY، والمسؤول، بدوره، عن بدء تحديد جنس الذكور في البشر.
SRY هو جين عديم الإنترونات يحدد الجنس ويقع على كروموسوم Y في الوحشيات (الثدييات المشيمية والجرابيات)؛ تؤدي الطفرات في هذا الجين إلى مجموعة من اضطرابات التطور الجنسي (DSD) مع تأثيرات متباينة على النمط الظاهري للفرد والنمط الوراثي.
TDF هو عضو في عائلة الجينات SOX (يشبه SRY مربع) من البروتينات المرتبطة بالحمض النووي. عند التعقيد مع بروتين SF1، يعمل TDF كعامل نسخ يؤدي إلى إعادة تنظيم عوامل النسخ الأخرى، وأهمها SOX9. إن تعبيره يؤدي إلى تطور الحبال الجنسية الأولية، والتي تتطور لاحقًا لتصبح نبيبات ناقلة للمني. تتشكل هذه الحبال في الجزء المركزي من الغدد التناسلية غير المتمايزة، وتحولها إلى خصية. تبدأ الخلايا البينية الآن في الخصية بإفراز هرمون التستوستيرون، في حين تنتج خلايا سيرتولي هرمونًا مضادًا لموليريان[بحاجة لمصدر] (Anti-Müllerian hormone). تحدث تأثيرات الجين SRY عادة بعد 6-8 أسابيع من تكوين الجنين وتمنع النمو البنيوي التشريعي للأنثى عند الذكور. كما أنه يعمل على تطوير خصائص الذكور السائدة.

## تطور الجينات وتنظيمها
قد يكون SRY قد نشأ عن التكرار الجيني في جين X المرتبط ب XX3، والذي هو عضو في عائلة Sox.

## الوظيفة
يوفر الجين SRY تعليمات لصنع بروتين يسمى بروتين المنطقة Y المُحدِدة للجنس. هذا البروتين له علاقة بالتطور الجنسي للذكور، والذي يتم تحديده عادة بالكروموسومات لدى الفرد.  عادة ما يكون لدى الأشخاص 46 كروموسوم في كل خلية. يطلق على اثنين من الكروموسومات البالغ عددها 46، X و Y، الكروموسومات الجنسية، لأنها تساعد في تحديد ما إذا كان الشخص سيطور خصائص جنسية ذكورية أو أنثوية.
عادة ما يكون للفتيات والنساء كروموسومان X (النمط النووي 46 ، XX)، بينما يكون للفتيان والرجال عادة كروموسوم X واحد وكروموسوم Y واحد (46، XY النمط النووي).
تم العثور على الجين SRY على كروموسوم Y.  يعمل بروتين المنطقة Y المحدد للجنس، والذي ينتج عن هذا الجين كعامل نسخ، مما يعني أنه يربط بمناطق محددة من الحمض النووي ويساعد في التحكم في نشاط جينات معينة.  يبدأ هذا البروتين في العمليات التي تسبب الجنين لتطوير الغدد التناسلية الذكرية (الخصيتين) ومنع تطور الهياكل التناسلية للإناث (الرحم وقناتي فالوب).
أثناء الحمل، تكون خلايا الغدد التناسلية البدائية التي تقع على طول السلسلة التناسلية البولية في حالة ثنائية المُكنة، مما يعني أنها تمتلك القدرة على أن تصبح إما خلايا ذكرية (خلايا سيرتولي وخلايا بينية) أو خلايا أنثوية (خلايا المبيض وخلايا ثيكا).  يبدأ TDF في تمايز الخصية عن طريق تنشيط عوامل النسخ الخاصة بالذكور والتي تسمح لهذه الخلايا ثنائية المُكنة بالتمايز والتكاثر. يقوم TDF بتحقيق ذلك من خلال تنظيم SOX9، وهو عامل نسخ مع موقع ملزم للحمض النووي يشبه إلى حد بعيد TDF's. يؤدي SOX9 إلى إعادة تنظيم عامل نمو الخلايا الليفية 9 (Fgf9)، مما يؤدي بدوره إلى زيادة تنظيم SOX9. حالما يتم الوصول إلى مستويات SOX9 المناسبة، تبدأ الخلايا ثنائية التكافؤ في الغدد التناسلية في التفريق إلى خلايا سيرتولي. بالإضافة إلى ذلك، سوف تستمر الخلايا التي تعبر عن TDF في التكاثر لتشكيل الخصية البدائية.  على الرغم من أن هذا يشكل السلسلة الأساسية للأحداث، إلا أنه يجب أخذ هذا الاستعراض الموجز بحذر نظرًا لوجود العديد من العوامل الأخرى التي تؤثر على التمييز بين الجنسين.
يتكون البروتين TDF من ثلاث مناطق رئيسية. تشمل المنطقة الوسطى نطاق HMG (مجموعة عالية الحركة)، والتي تحتوي على تسلسلات التوطين النووي ويعمل كمجال ملزم للحمض النووي. لا يحتوي مجال C-terminal على بنية ثابتة، ويمكن فسفرة مجال N-terminal لتعزيز ارتباط الحمض النووي.
تبدأ العملية بالتوطين النووي لـ TDF من خلال أستلة مناطق تأشر التوطين النووي، والذي يسمح بربط importin β و الكالموديولين بـ TDF، مما يسهل استيراده إلى النواة.

## التأثير على الجنس
تكون الأجنة متطابقة تناسلياً، بصرف النظر عن الجنس الوراثي، حتى تصل إلى مرحلة معينة من التطور عندما يتسبب العامل المحدد للخصية تطور الأعضاء الجنسية الذكرية. لذلك، SRY يلعب دورا هاما في تحديد الجنس. النمط الكروموسومي النموذجي للذكور هو XY. الأفراد الذين يرثون كروموسوم Y طبيعي وصبغيات X متعددة لا يزالون من الذكور (كما هو الحال في متلازمة كلاينفلتر، التي تحتوي على النمط النووي XXY). يمكن أن يؤدي إعادة التركيب الجيني الغير نمطي أثناء التعابر الكروموسومي عندما تتطور خلية منوية إلى وجود أنماط كروموسومية لا تتطابق مع التعبير الظاهري.

في معظم الأحيان، عندما تمر خلية منوية نامية بمرحلة التعابر الكروموسومي أثناء الانقسام المنصف، يبقى جين SRY على كروموسوم Y. ولكن، إذا تم نقله إلى كروموسوم X، فلن يحتوي كروموسوم Y الناتج على جين SRY ولن يكون بإمكانه بدء تطوير الخصية. سوف يكون للنسل الذي يرث كروموسوم Y هذا متلازمة Swyer، التي تتسم بنمط كروموسومي XY ونمط ظاهري أنثوي. يحتوي الآن كروموسوم X الناتج عن هذا الحدث المتقاطع على جين SRY، وبالتالي القدرة على بدء تطوير الخصية. سوف يكون لدى النسل الذي يرث كروموسوم X حالة تسمى متلازمة ذكر XX، والتي تتميز بنمط كروموسومي XX ونمط ظاهري ذكوري. في حين أن معظم الذكور XX تطور الخصية، ومن الممكن بالنسبة للمصابين أن يكونوا في مرحلة تمايز غير مكتملة مما قد يؤدي في بعض الحالات إلى تشكيل كل من أنسجة الخصية والمبيض في نفس الفرد. تؤدي متلازمة XX الذكور إلى العقم، ويرجع ذلك على الأرجح إلى تعطيل (سواء عشوائيًا أو غير عشوائي) للكروموسوم X الذي يحتوي على SRY في بعض الخلايا.
في حال أن وجود أو عدم وجود جين SRY هو الذي قد حدد، بشكل عام، ما إذا كان تطور الخصية سيحدث أم لا، فقد اقُترِح أن هناك عوامل أخرى تؤثر على وظائف الSRY. لذلك، هناك أفراد لديهم جين SRY، لكنهم ما زالوا يتطورون كإناث، إما لأن الجين نفسه معطوب أو طَفري، أو لأن أحد العوامل المساهمة معطوبة. يمكن أن يحدث هذا في الأفراد الذين يظهرون نمطًا كروموسومياً إيجابيًا XY أو XXY أو XX.

## دوره في أمراض أخرى
لقد ثبت أن SRY يتفاعل مع مستقبلات الاندروجين، كما أن الأفراد الذين يعانون من النمط الكروموسومي XY وجين SRY الوظيفي يمكن أن يكون النمط الظاهري لديهم أنثوي بسبب متلازمة نقص الأندروجين AIS. الأفراد الذين يعانون من AIS غير قادرين على الاستجابة للأندروجينات بشكل صحيح بسبب وجود خلل في جين مستقبلات الاندروجين، ويمكن أن يكون لدى الأفراد المصابين AIS كامل أو جزئي. تم ربط SRY أيضًا بحقيقة أن الذكور أكثر عرضة من الإناث للإصابة بأمراض مرتبطة بالدوبامين مثل انفصام الشخصية ومرض باركنسون. SRY يشفر البروتين الذي يتحكم في تركيز الدوبامين، الناقل العصبي الذي يحمل إشارات من المخ التي تتحكم في الحركة والتنسيق. أظهرت الأبحاث التي أجريت على الفئران أن طفرة في SOX1، وهو عامل النسخ المُشفر بواسطة SRY، ترتبط بحالة تضخم القوقلون السائد في الفئران. يتم استخدام نموذج الفئران هذا للتحقيق في العلاقة بين SRY و مرض هيرشسبرونج، أو تضخم القولون الخلقي في البشر. هناك أيضًا رابط بين عامل النسخ المشفر SRY SOX9 وخلل التنسج القاتل (CD). هذه الطفرة الخاطئة تسبب خلل تكون الغضروف، أو عملية تكون الغضاريف، وتتجلى كخلل التتنسج القاتل العظمي.[بحاجة لمصدر] ثلثي الأفراد 46، XY الذين تم تشخيصهم بخلل التنسج القاتل لديهم كميات متقلبة من الاعتكاس الجنسي (ذكر-إلى-أنثى).

## أبحاث جارية
على الرغم من التقدم المحرز خلال العقود القليلة الماضية في دراسة تحديد الجنس، والجين SRY، وبروتين TDF، لا يزال العمل جارياً لتعزيز فهمنا في هذه المجالات. لا تزال هناك عوامل لا بد من تحديدها في الشبكة الجزيئية التي تحدد الجنس، ولا تزال التغيرات الصبغية التي تنطوي عليها العديد من حالات الاعتكاس الجنسي للجنس البشري غير معروفة.  
يواصل العلماء البحث عن جينات إضافية تُحدد الجنس، وذلك باستخدام تقنيات مثل الفحص المجهري لجينات الحرف التناسلية في المراحل التنموية المختلفة، وشاشات الطفرات في الفئران لأنماط الاعتكاس الجنسي، وتحديد الجينات التي تعمل عليها عوامل النسخ باستخدام تقنية الترسيب المناعي للكروماتين.

## روابط خارجية
- GeneReviews / NCBI / NIH / UW entry on 46، XX T الخصية للاضطراب الجنسي
- إدخالات OMIM على 46 ، XX اضطراب الخصية من تطوير الجنس
- Genes,+sry في المكتبة الوطنية الأمريكية للطب نظام فهرسة المواضيع الطبية (MeSH).

- Sex-Determining+Region+Y+Protein في المكتبة الوطنية الأمريكية للطب نظام فهرسة المواضيع الطبية (MeSH).

- يوفر PDBe-KB نظرة عامة على جميع معلومات البنية المتوفرة في PDB للبروتين Y لتحديد المنطقة الجنس البشري